# Sierra de Maria Andres
Sierra de Maria Andres este o arie protejată (arie specială de conservare — SAC, sit de importanță comunitară — SCI) din Spania întinsă pe o suprafață de 4.008,89 ha, integral pe uscat.

## Localizare
Centrul sitului Sierra de Maria Andres este situat la coordonatele 38°31′53″N 6°39′49″W / 38.531389°N 6.663611°V.

## Înființare
Situl Sierra de Maria Andres a fost declarat sit de importanță comunitară în decembrie 2000 pentru a proteja 2 specii de plante și 19 specii de animale. Situl a fost protejat și ca arie specială de conservare în mai 2015.

## Biodiversitate
Situată în ecoregiunea mediteraneană, aria protejată conține 11 habitate naturale: Pajiști umede mediteraneene cu ierburi înalte de Molinio-Holoschoenion, Peșteri inaccesibile publicului, Pante stâncoase calcaroase cu vegetație casmofită, Păduri de Quercus ilex și Quercus rotundifolia, Galerii și tufărișuri riverane sudice (Nerio-Tamaricetea și Securinegion tinctoriae), Păduri de Olea și Ceratonia, Iazuri temporare mediteraneene, Pante stâncoase silicioase cu vegetație casmofită, Dehesas cu Quercus spp. perene, Tufărișuri termo-mediteraneene și de pre-deșert, Pseudostepă cu ierburi și specii anuale de Thero-Brachypodietea.
La baza desemnării sitului se află mai multe specii protejate:
- plante (2): Narcissus fernandesii, Narcissus jonquilla subsp. fernandesii
- păsări (7): stârc cenușiu (Ardea cinerea), Galerida theklae, ciocârlie de pădure (Lullula arborea), prigoare (Merops apiaster), pitulice de munte (Phylloscopus bonelli), pitulice de munte (Phylloscopus collybita), silvie de tufiș (Sylvia undata)
- amfibieni (1): Discoglossus galganoi
- mamifere (6): liliac cu aripi lungi (Miniopterus schreibersii), liliac comun (Myotis myotis), liliacul mediteranean cu potcoavă (Rhinolophus euryale), liliacul mare cu potcoavă (Rhinolophus ferrumequinum), liliacul mic cu potcoavă (Rhinolophus hipposideros), liliacul cu potcoavă a lui méhely (Rhinolophus mehelyi)
- pești (4): Cobitis paludica, Luciobarbus comizo, Rutilus alburnoides, Rutilus lemmingii
- reptile (1): Mauremys leprosa

Pe lângă speciile protejate, pe teritoriul sitului au mai fost identificate 15 specii de plante, 5 specii de amfibieni, 1 specie de mamifere, 1 specie de nevertebrate, 6 specii de reptile.